# Gunung Bujangselamat
Gunung Bujangselamat är ett berg i Indonesien.   Det ligger i provinsen Aceh, i den västra delen av landet, 1 600 km nordväst om huvudstaden Jakarta. Toppen på Gunung Bujangselamat är 270 meter över havet.
Terrängen runt Gunung Bujangselamat är huvudsakligen kuperad, men den allra närmaste omgivningen är bergig. Runt Gunung Bujangselamat är det glesbefolkat, med 14 invånare per kvadratkilometer. I omgivningarna runt Gunung Bujangselamat växer i huvudsak städsegrön lövskog.